# Анахобэ
Принц Анахобэ или принц Анапобэ (погиб в 587) — сын императора Ямато Киммэя. После смерти в 587 году своего брата императора Ёмэя попытался захватить престол, опираясь на поддержку рода Мононобэ во главе с Мононобэ-но Морией. Однако министр Сога-но Умако поддержал претензии своего племянника, принца Оэ. Принц был окружён людьми Сога в своём дворце и убит.
Позже Мононобэ-но Мория был разбит в сражении и тоже погиб. Поскольку Мононобэ были сторонниками синтоизма, а Сога — сторонниками буддизма, борьба между ними была связана с выбором официальной государственной идеологии. Победа Сога и воцарение принца Оэ под именем императора Сусюна повлекла за собой укрепление буддизма в Ямато.